# Formel 3000 1999
Formel 3000-säsongen 1999 vanns av tysken Nick Heidfeld.

## Delsegrare
| Datum        | Bana              | Vinnare           |
| ------------ | ----------------- | ----------------- |
| 1 maj        | Imola             | Nick Heidfeld     |
| 15 maj       | Monaco            | Gonzalo Rodríguez |
| 29 maj       | Catalunya         | Nick Heidfeld     |
| 26 juni      | Magny-Cours       | Nick Heidfeld     |
| 10 juli      | Siilverstone      | Nicolas Minassian |
| 24 juli      | A1-Ring           | Nick Heidfeld     |
| 31 juli      | Hockenheimring    | Bruno Junqueira   |
| 14 augusti   | Hungaroring       | Stéphane Sarrazin |
| 28 augusti   | Spa-Francorchamps | Jason Watt        |
| 25 september | Nürburgring       | Jason Watt        |

## Slutställning
| Placering | Förare            | Poäng |
| --------- | ----------------- | ----- |
| 1         | Nick Heidfeld     | 59    |
| 2         | Jason Watt        | 30    |
| 3         | Gonzalo Rodríguez | 27    |
| 4         | Stéphane Sarrazin | 22    |
| 5         | Bruno Junqueira   | 20    |
| 6         | Nicolas Minassian | 20    |